# Raphia longiflora
Raphia longiflora là loài thực vật có hoa thuộc họ Arecaceae. Loài này được G.Mann & H.Wendl. miêu tả khoa học đầu tiên năm 1864.